# Léon Lenoir
Léon Lenoir, né le 26 juin 1830 à Nantes et mort le 7 novembre 1909 à Pontchâteau, est un architecte français ayant principalement exercé dans sa ville natale et ses alentours.

## Biographie
Léon Félix Lenoir naît le 26 juin 1830, vers 2 h, à Nantes, au domicile de sa mère sis quai de la Fosse. Il est le fils d’Adèle Lenoir, célibataire, alors âgée de 22 ans. Il exerce principalement dans sa ville natale et devient un temps président de la Société des architectes de Nantes mais également vice-président de la Société
de défense mutuelle des architectes français. Il décède le 7 novembre 1909, vers 21 h, à Pontchâteau (département de Loire-Inférieure, actuellement Loire-Atlantique), en sa propriété. Ses obsèques sont célébrées le 11 en l’église Notre-Dame-de-Bon-Port de Nantes et il est inhumé au cimetière Miséricorde de la même ville.

## Distinctions
- Chevalier de la Légion d'honneur (décret du 15 octobre 1892)[2],[4]
- Officier d'académie[2]
- Médaille d’or de la Société centrale des architectes[2]